# Brad Hawpe
Bradley Bonte Hawpe (né le 22 juin 1979 à Fort Worth, Texas, États-Unis) est un voltigeur de droite et joueur de premier but de la Ligue majeure de baseball. Il a représenté les Rockies du Colorado, au match des étoiles en 2009. Il évolue dans les majeures de 2004 à 2013.

## Carrière

### Rockies du Colorado
Brad Hawpe fut sélectionné en 46e ronde de la draft de 1997 par les Blue Jays de Toronto mais il ne signa jamais de contrat avec cette équipe. Par conséquent, il fut de nouveau éligible au repêchage amateur en 2000 et fut sélectionné au 11e tour par les Rockies du Colorado.
Il fait ses débuts le 1er mai 2004 avec les Rockies. Il connaît sa meilleure saison en 2007 avec 29 coups de circuits et 116 points produits, deux sommets personnels. Il a connu quatre saisons consécutives de 20 circuits et plus, de 2006 à 2009. Il a participé à la Série mondiale 2007, frappant un circuit en quatre parties pour le Colorado, qui s'incline face aux Red Sox de Boston.
En 2008, Hawpe frappe 25 circuits et produit 85 points pour Colorado.
En 2009, Hawpe obtient une première sélection au match des étoiles du baseball majeur. Il frappe 23 circuits et produit 86 points durant la saison. En séries éliminatoires, il ne frappe aucun coup sûr en quatre présences au bâton face aux Phillies de Philadelphie, qui éliminent les Rockies en Série de division.

### Rays de Tampa Bay
Libéré de son contrat par les Rockies le 24 août 2010, Hawpe signe un contrat avec les Rays de Tampa Bay le 27 août. Il se fait discret avec deux points produits et une faible moyenne au bâton de ,179 en 15 parties avec les Rays, qui le laissent de côté en éliminatoires. Il conclut la saison avec un total de seulement 9 circuits et 44 points produits en 103 parties, bien en deçà de sa production offensive des années précédentes.
Hawpe devient joueur autonome en novembre 2010.

### Padres de San Diego
Le 3 janvier 2011, Hawpe signe un contrat de trois millions de dollars pour une saison avec les Padres de San Diego. Il frappe pour ,231 avec 4 circuits et 19 points produits en 62 matchs à sa seule saison chez les Padres.

### Rangers du Texas
Devenu agent libre après une année à San Diego, Hawpe signe le 20 janvier 2012 un contrat des ligues mineures avec les Rangers du Texas. Il est libéré le 29 mars 2012 vers la fin du camp d'entraînement des Rangers. Incapable de se trouver un emploi avec une autre équipe, il est de nouveau engagé par les Rangers, qui lui accordent un contrat des ligues mineures le 6 avril et l'assignent immédiatement en Double-A à Frisco.